# L'Art de la pensée négative
Pour plus de détails, voir Fiche technique et Distribution.
L'Art de la pensée négative (Kunsten å tenke negativt) est un film norvégien de Bård Breien sorti en 2006.

## Synopsis
Geirr est trentenaire et handicapé à la suite d'un accident. Sa femme est sur le point de le quitter, cédant devant son mauvais esprit et sa misanthropie galopante. En désespoir de cause et pour lui donner une dernière chance, elle convie chez lui un groupe de handicapés chaperonnés par une coach pleine de foi en sa méthode positive. Il les accueille à sa manière en leur vidant un extincteur dessus. Dès lors, son entreprise de démoralisation commence. Tous les repères vont exploser, les handicapés vont prendre le contrôle et exclure les valides et leur bonne conscience, se perdant dans une nuit d'ivresse aux vertus inattendues.

## Fiche technique
- Titre : L'Art de la pensée négative
- Réalisation et scénario : Bård Breien
- Distribution : Little Stone Distribution (France)
- Pays d'origine : Norvège
- Genre : Comédie noire scandinave
- Durée : 1h19
- Date de sortie : 6 novembre 2006

## Distribution
- Fridtjov Såheim : Geirr
- Kirsti Torhaug : Ingvild
- Henrik Mestad : Gard
- Marian Saastad Ottesen : Marte
- Kari Simonsen : Lillemor
- Per Schaanning : Asbjørn
- Kjersti Holmen : Tori